# Рідкі комплексні добрива

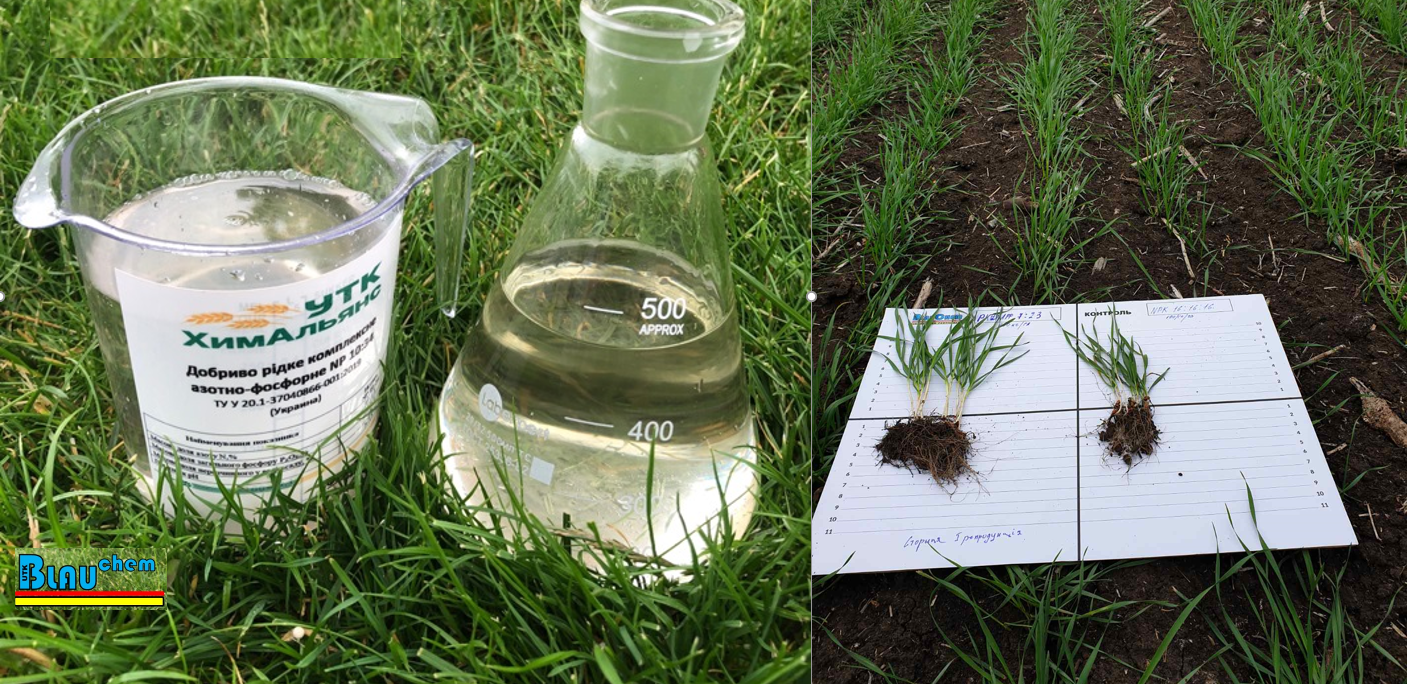
Зовнішній вигляд Рідких Комплексних Добрив

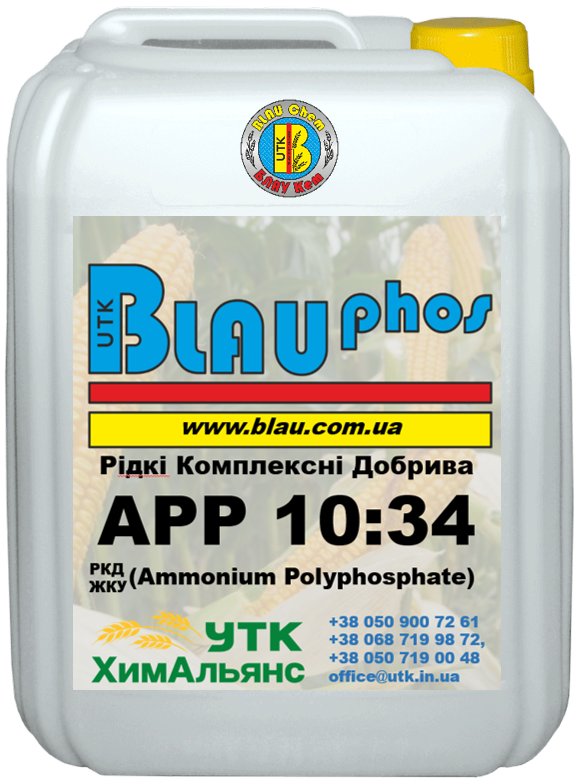
Рідкі Комплексні Добрива РКД / ЖКУ BLAU phos 10:34

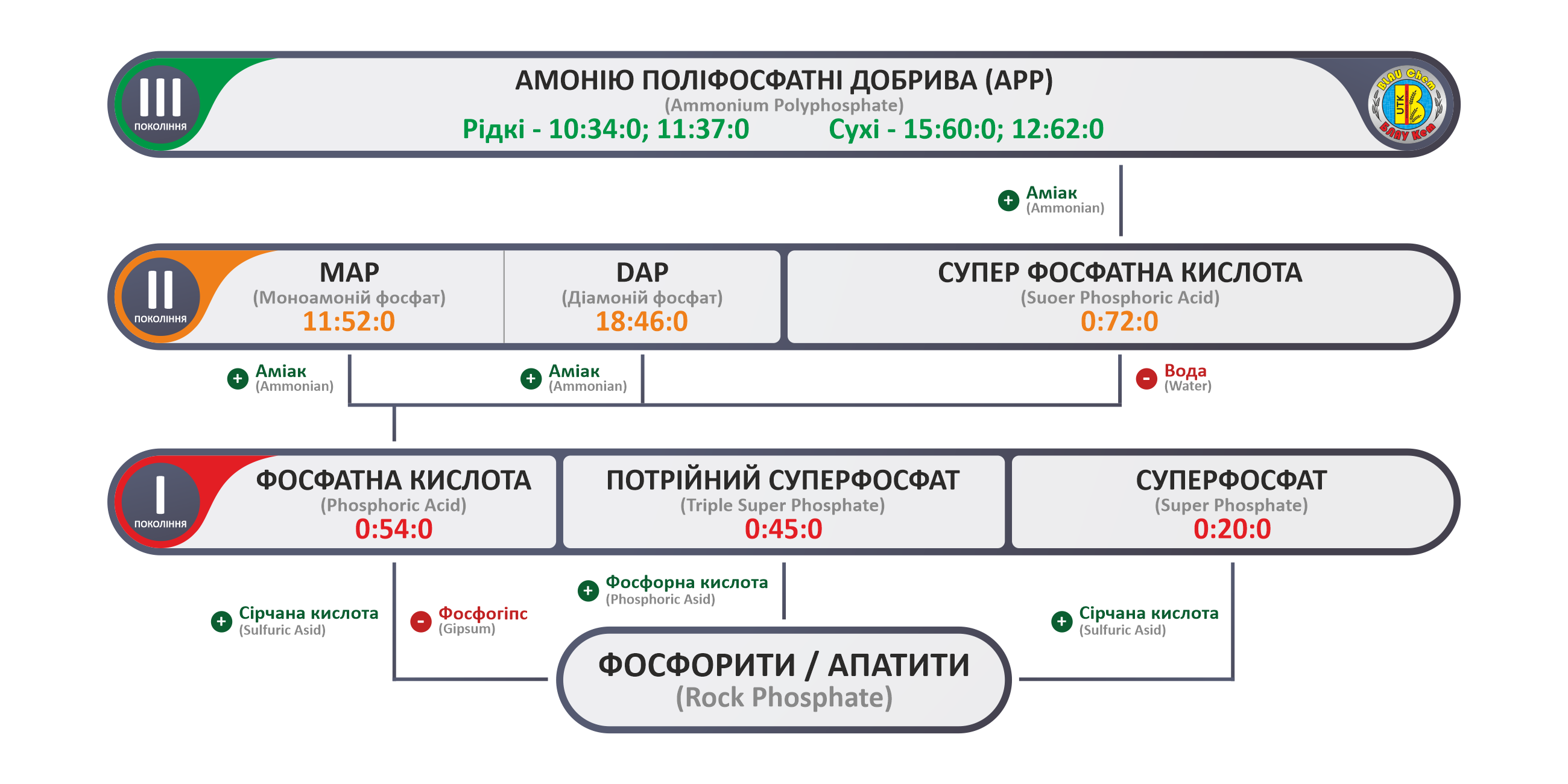
Принципова схема виробництва фосфатних добрив

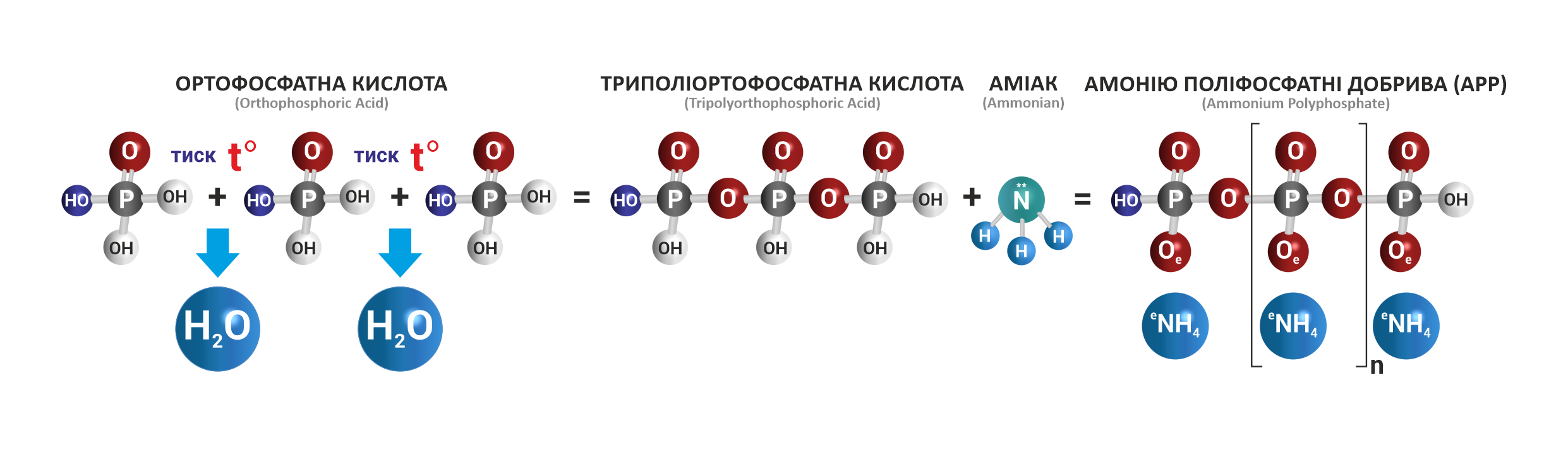
Спрощена схема виробництва РКД

Рідкі комплексні добрива (РКД) (в Україні часто використовується російськомовна абревіатура ЖКУ - жидкие комплексные удобрения)  — це добрива, що знаходяться у вигляді водних розчинів і містять два, або більше поживних елементів. Найчастіше РКД відносять до групи фосфатних добрив. Наймасовішими є концентровані рідкі комплексні добрива (РКД), що містить Азот (N) і Фосфати (Р) у співвідношенні 1:3. До них належать марки АРР (амонійно поліфосфатні) 10:34 і 11:37.
Рідкі комплексні добрива (РКД) поділяються на базові розчини (власне РКД) і суспендовані добрива (СРКД). Головною відмінністю між цими видами добрив є спосіб виробництва. Базові розчини виробляються переважно шляхом амонізації фосфатних чи поліфосфатних кислот. Суспендовані РКД є водним розчином твердих компонентів. Зі збільшенням доступності безбаластних (водорозчинних) добрив на українському ринку з'явилися підвиди РКД у виробництві яких можуть використовуватися проміжні технології. Наприклад до складу хімічних РКД може вводитися калій, або в процесі виготовлення суспендованих добрив використовується ортофосфорна кислота, або РКД є водним розчином безбаластних твердих добрив.
На даний момент найбільшими виробниками добрив (РКД) являються Група компаній "Ярило" (м. Погребище, Вінницької області). Основні види на ринку: ● РКД 8-24-0
● РКД 8-24-0+0,3B ● РКД 8-24-0+0,2Zn ● РКД 10-30-0 ● РКД 5-20-5 ● РКД 5-22-5 ● РКД 0-18-18 і останнім часом набуває популярності 3-18-18.
Види Рідких Комплексних добрив:
Хімічні (базові) РКД — є чистими розчинами фосфорної чи поліфосфатної кислоти і аміаку. Низько концентровані марки (наприклад NP 8:24) виробляються з ортофосфорної кислоти. Концентрація діючих речовин в РКД на основі ортофосфорної кислоти як правило не перевищує 30-32 %. Оскільки виникає проблема перенасиченості сольового розчину і випадіння осаду, під впливом низьких температур, або порушення сольового балансу. Високо концентровані марки (АРР 10:34 і АРР 11:37) виробляються на основі поліфосфатних кислот, або суперфосфорної кислоти яка є сумішшю групи поліфосфатних кислот. Поліфосфатні РКД є найстабільнішими видами рідких комплексних добрив. Завдяки вмісту поліфосфатів, РКД 10:34 і 11:37 мають пролонговану дію, слугують оптимальною матрицею для більшості мікроелементів і агрохімікатів.
Суспендовані РКД — є розчинами, або сумішами твердих солей. Діючі речовини знаходяться в такому виді РКД у вигляді суспензії. В класичних суспендованих РКД мінеральні компоненти знаходяться в рідині у вигляді твердих часток. Суспендуючим агентом найчастіше виступають глинисті мінерали. Останнім часом суспендовані РКД часто виготовляються з використанням безбаластних твердих добрив, які повністю розчиняються в воді. Основною перевагою суспендованих РКД є широкі можливості варіювання вмісту діючих речовин, порівняно висока концентрація і більш низька в порівнянні з хімічними РКД ціна. Негативними рисами суспендованих РКД є не стабільність при тривалому зберіганні, а також застереження при змішуванні з окремими агрохімікатами та добривами.

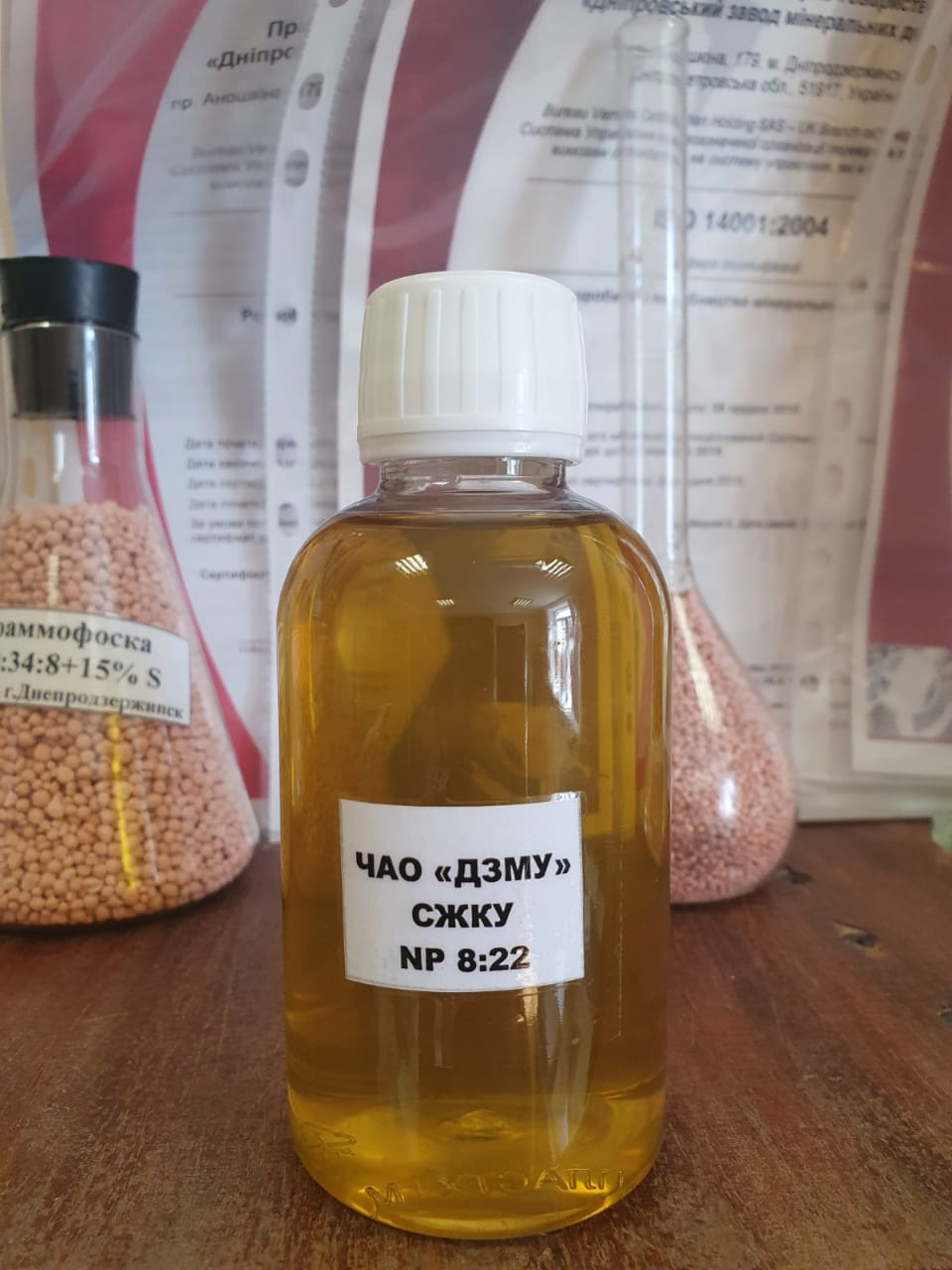
Суспендовані Рідкі Комплексні Добрива 8:22 ДЗМД

Основні агрономічні переваги Рідких Комплексних Добрив:
1. Однорідність вмісту діючих речовин дає широкі можливості застосування РКД в точному землеробстві.
2. Відсутність в складі вільного аміаку дозволяє здійснювати транспортування, зберігання і внесення РКД без додаткових заходів безпеки.
3. Поліфосфатні РКД мають пролонговану дію і не схильні до переходу в недоступну для рослин форму навіть на карбонатних ґрунтах.
4. Низькі втрати діючої речовини як при зберіганні так і після внесення.
5. Поліфосфатні РКД є оптимальною матрицею для багатьох мікроелементів і агрохімікатів.
6. Витрати на комплекс робіт з внесення РКД нижче ніж на внесення традиційних твердих добрив.
7. Через більш високий коефіцієнт отримання рослинами поживних речовин з РКД, вартість одиниці ефективної діючої речовини з РКД нижче ніж з традиційних твердих добрив.

Методи внесення Рідких Комплексних Добрив:
На відміну від традиційних твердих фосфатних добрив (групи NP/NPK),  Рідкі Комплексні Добрива не потребують вологи і часу для переходу в активний стан. Тобто РКД є доступними рослинам образу після внесення в ґрунт. На цій відмінності базується основна особливість використання РКД в сільському господарстві. Рідкі Комплексні Добрива  необхідно вносити якомога ближче до часу їх запланованого споживання рослинами. Тому найрозповсюдженішими є передпосівне і припосівне внесення РКД.
Найпоширенішими методиками внесення РКД:
- для культур рядкового (з широким міжряддям) висіву  є внесення рідких добрив в посівне ложе  (технологія In-furrow, POP-UP) , або нижче. чи нижче і вбік від посівного ложа  (технологія Below-Seed placement, 5Х5 см);
- для культур суцільного висіву (або з малим міжряддям) може застосовуватися поверхневе внесення РКД обприскувачами для КАС з подальшим загортанням добрив в ґрунт; 
- для оптимального засвоєння добрив, їх треба вносити беспосередньо у ґрунт (біля зерна), загортаючи землею, для цього використовують сучасні сівалки з баками для рідких добрив, або спеціальне обладнання для внесення РКД та КАС, яке встановлюється на сівалки будь-якого типу. <gallery>
Файл:Типи внесення РКД.png|alt=Основні типи внесення РКД|Основні типи внесення РКД
Файл:Розміщення РКД .png|Розміщення РКД на прикладі кукурудзи
При внесенні РКД необхідно враховувати низьку мобільність фосфатів у ґрунті. Тому необхідно розташовувати РКД в безпосередній близькості до коренів. Особливо на першому етапі розвитку. Досвід США демонструє, що РКД АРР 10:34 є оптимальним стартовим добривом.
"УТК ХимАльянс" - це українська багатопрофільна компанія, основним видом діяльності якої є виробництво рідких комплексних добрив (РКД) марки BlauPhos.  https://utk.in.ua/

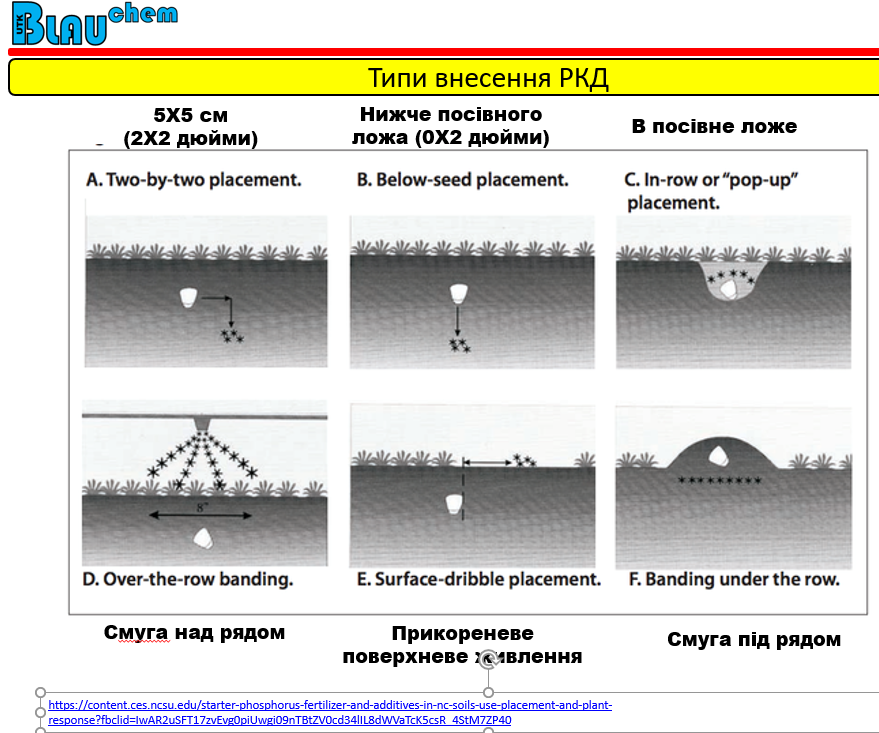
Основні технології внесення РКД